# (73514) 2003 BB48
(73514) 2003 BB48 – planetoida z pasa głównego asteroid okrążająca Słońce w ciągu 5,4 lat w średniej odległości 3,08 j.a. Odkryta 27 stycznia 2003 roku.